# Алтуфьевский сельсовет
Алтуфьевский сельсовет — упразднённая административно-территориальная единица, существовавшая на территории Московской губернии и Московской области до 1939 года.
Алтуфьевский сельсовет был образован в первые годы советской власти. По данным 1924 года он входил в состав Коммунистической волости Московского уезда Московской губернии.
23 ноября 1925 года из Алтуфьевского с/с были выделены Бибиревский и Подушкинский с/с.
По данным 1926 года в состав сельсовета входил 1 населённый пункт — село Алтуфьево.
В 1929 году Алтуфьевский с/с был отнесён к Коммунистическому району Московского округа Московской области.
27 февраля 1935 года Алтуфьевский с/с был передан в Мытищинский район.
4 января 1939 года Алтуфьевский с/с был передан в Краснополянский район.
17 июля 1939 года Алтуфьевский с/с был упразднён. При этом его территория (селения Алтуфьево и Вешки) была передана в Бибиревский сельсовет.